# رابرت جی. وینیولا
رابرت جی. وینیولا (انگلیسی: Robert G. Vignola؛ ۵ اوت ۱۸۸۲ – ۲۵ اکتبر ۱۹۵۳) یک هنرپیشه، کارگردان و فیلم‌نامه‌نویس اهل ایالات متحده آمریکا بود.

## فیلم‌شناسی
- از آخور تا صلیب (۱۹۱۲) (بازیگر)
- هفده (فیلم ۱۹۱۶) (۱۹۱۶) (کارگردان)
- آرزوهای بزرگ (فیلم ۱۹۱۷) (۱۹۱۷) (کارگردان)
- کاباره (فیلم ۱۹۲۷) (۱۹۲۷) (کارگردان)
- داغ ننگ (فیلم ۱۹۳۴) (۱۹۳۴) (کارگردان)